# ایشنتسل
ایشنتسل (به آلمانی: Eichenzell) یک شهر در آلمان است که در فولدا واقع شده‌است. ایشنتسل ۱۱٬۱۱۲ نفر جمعیت دارد.